# Eptatretus bischoffii
Eptatretus bischoffii är en ryggsträngsdjursart som först beskrevs av Schneider 1880.  Eptatretus bischoffii ingår i släktet Eptatretus och familjen pirålar. IUCN kategoriserar arten globalt som otillräckligt studerad. Inga underarter finns listade i Catalogue of Life.